# Mistrzostwa Świata w Saneczkarstwie na Torach Naturalnych 2019
22. Mistrzostwa świata w saneczkarstwie na torach naturalnych 2019 odbyły się w dniach 31 stycznia - 3 lutego we włoskim Latzfons. Rozegrane zostały cztery konkurencje: jedynki kobiet, jedynki mężczyzn, dwójki mężczyzn oraz zawody drużynowe. W jedynkach mężczyzn i kobiet do końcowego rezultatu liczyła się suma czasów z trzech zjazdów, zaś w konkurencji dwójek męskich z dwóch zjazdów.
Wszystkie złote medale przypadły reprezentantom Włoch, w jedynkach wygrali Evelin Lanthaler i Alex Gruber,  w dwójkach Patrick Pigneter i Florian Clara, a drużyna wystąpiła w składzie Evelin Lanthaler, Patrick Pigneter i Alex Gruber. Jeden z faworytów gospodarzy Patrick Pigneter nie ukończył rywalizacji w konkurencji jedynek.
We wszystkich konkurencjach startowali także reprezentanci Polski, w jedynkach Julia Płowy była 13, Adam Jędrzejko był 17, w dwójkach Adam Jędrzejko i Kacper Adamski byli 9, a drużyna w składzie Julia Płowy, Szymon Majdak, Adam Jędrzejko zajęła 6 miejsce.

## Terminarz
| Data          | Miejscowość | Konkurencja      | Złoto                                                    | Srebro                                                           | Brąz                                                              |
| ------------- | ----------- | ---------------- | -------------------------------------------------------- | ---------------------------------------------------------------- | ----------------------------------------------------------------- |
| 3 lutego 2019 | Latzfons    | Jedynki mężczyzn | Alex Gruber                                              | Thomas Kammerlander                                              | Michael Scheikl                                                   |
| 2 lutego 2019 | Latzfons    | Dwójki mężczyzn  | Włochy Patrick Pigneter · Florian Clara                  | Rosja Paweł Porszniew · Iwan Łazariew                            | Włochy Patrick Lambacher · Matthias Lambacher                     |
| 3 lutego 2019 | Latzfons    | Jedynki kobiet   | Evelin Lanthaler                                         | Greta Pinggera                                                   | Tina Unterberger                                                  |
| 3 lutego 2019 | Latzfons    | Drużynowe        | Włochy Evelin Lanthaler · Patrick Pigneter · Alex Gruber | Austria Tina Unterberger · Michael Scheikl · Thomas Kammerlander | Rosja Jekatierina Ławrientjewa · Stanisław Kowszik · Jurij Tałych |

## Wyniki

### Jedynki kobiet
- Data: 2-3 lutego 2019

| Medal | Zawodniczka              | Narodowość | 1. zjazd | 2. zjazd | 3. zjazd | Czas    | Strata |
| ----- | ------------------------ | ---------- | -------- | -------- | -------- | ------- | ------ |
|       | Evelin Lanthaler         | Włochy     |          |          |          | 3:08,64 | -      |
|       | Greta Pinggera           | Włochy     |          |          |          |         | +1,80  |
|       | Tina Unterberger         | Austria    |          |          |          |         | +3,22  |
| 4.    | Jekatierina Ławrientjewa | Rosja      |          |          |          |         | +3,23  |
| 5.    | Alexandra Pfattner       | Włochy     |          |          |          |         | +3,79  |
| 6.    | Daniela Mittermair       | Włochy     |          |          |          |         | +3,95  |
| 7.    | Michelle Diepold         | Austria    |          |          |          |         | +4,63  |
| 8.    | Lisa Walch               | Niemcy     |          |          |          |         | +6,02  |
| 9.    | Christa Unterholzner     | Włochy     |          |          |          |         | +6,44  |
| 10.   | Daria Malejewa           | Rosja      |          |          |          |         | +8,36  |
| . . . |                          |            |          |          |          |         |        |
| 13.   | Julia Płowy              | Polska     |          |          |          |         | +13,35 |

### Jedynki mężczyzn
- Data: 2-3 lutego 2019

| Medal | Zawodniczka         | Narodowość | 1. zjazd | 2. zjazd | 3. zjazd | Czas    | Strata |
| ----- | ------------------- | ---------- | -------- | -------- | -------- | ------- | ------ |
|       | Alex Gruber         | Włochy     |          |          |          | 3:06,23 | -      |
|       | Thomas Kammerlander | Austria    |          |          |          |         | +1,56  |
|       | Michael Scheikl     | Austria    |          |          |          |         | +2,17  |
| 4.    | Florian Glatzl      | Austria    |          |          |          |         | +2,38  |
| 5.    | Jurij Tałych        | Rosja      |          |          |          |         | +2,72  |
| 6.    | Florian Clara       | Włochy     |          |          |          |         | +2,73  |
| 7.    | Stefan Federer      | Włochy     |          |          |          |         | +2,95  |
| 8.    | Stanisław Kowszik   | Rosja      |          |          |          |         | +3,02  |
| 9.    | Aleksandr Jegorow   | Rosja      |          |          |          |         | +3,67  |
| 10.   | Fabian Achenrainer  | Austria    |          |          |          |         | +3,71  |
| . . . |                     |            |          |          |          |         |        |
| 17.   | Adam Jędrzejko      | Polska     |          |          |          |         | +10,46 |
| -     | Patrick Pigneter    | Włochy     |          |          |          |         | dnf    |

### Dwójki mężczyzn
- Data: 2 lutego 2019

| Medal | Zawodnicy                               | Narodowość | 1. zjazd | 2. zjazd | Czas    | Strata |
| ----- | --------------------------------------- | ---------- | -------- | -------- | ------- | ------ |
|       | Patrick Pigneter Florian Clara          | Włochy     |          |          | 2:13,22 | -      |
|       | Paweł Porszniew Iwan Łazariew           | Rosja      |          |          |         | +1,30  |
|       | Patrick Lambacher Matthias Lambacher    | Włochy     |          |          |         | +1,34  |
| 4.    | Rupert Brüggler Tobias Angerer          | Austria    |          |          |         | +1,86  |
| 5.    | Stanisław Kowszik Ilja Tarasow          | Rosja      |          |          |         | +3,27  |
| 6.    | Aleksandr Jegorow Piotr Popow           | Rosja      |          |          |         | +3,85  |
| 7.    | Fabian Achenrainer Miguel Brugger       | Austria    |          |          |         | +5,06  |
| 8.    | Myrosław Lenko Andrij Hirniak           | Ukraina    |          |          |         | +8,91  |
| 9.    | Adam Jędrzejko Kacper Adamski           | Polska     |          |          |         | 10,39  |
| 10.   | Oliver Schiller Simon Dietz             | Niemcy     |          |          |         | +10,85 |
| 11.   | Bogdan Morosan Maria Cristina Ciubotaru | Rumunia    |          |          |         | +25,20 |

### Drużynowe
- Data: 3 lutego 2019

| Medal | Zawodnicy                                                     | Narodowość      | Czas    | Strata |
| ----- | ------------------------------------------------------------- | --------------- | ------- | ------ |
|       | Evelin Lanthaler/Patrick Pigneter/Alex Gruber                 | Włochy          | 3:11,95 |        |
|       | Tina Unterberger/Michael Scheikl/Thomas Kammerlander          | Austria         | 3:14,73 |        |
|       | Jekatierina Ławrientjewa/Stanisław Kowszik/Jurij Tałych       | Rosja           | 3:15,12 |        |
| 4.    | Lisa Walch/Marius Schmelzer/Oliver Schiller                   | Niemcy          | 3:19,31 |        |
| 5.    | Anastasia Slyusar/Ivan Lenko/Myrosław Lenko                   | Ukraina         | 3:25,30 |        |
| 6.    | Julia Płowy/Szymon Majdak/Adam Jędrzejko                      | Polska          | 3:32,11 |        |
| 7.    | Tamara Fissore/Renzo Mariano Atance Conde/Ramiro Barrios      | Argentyna       | 3:43,19 |        |
| 8.    | Maria Cristina Cibotaru/Bogdan Morosan/Ioana Magdalena Ismana | Rumunia         | 3:47,75 |        |
| 9.    | Patricija Urbanc/Vedran Boban/Nikola Boban                    | Chorwacja       | 3:47,98 |        |
| 10.   | Nina Stanic/Nikola Ignjatov/Luka Novakovic                    | Serbia          | 4:00,72 |        |
| 11.   | Kelly Gwilliam/Sam Budd/Josua Reeves                          | Wielka Brytania | 4:06,72 |        |

## Klasyfikacja medalowa
| Miejsce | Państwo | złoto | srebro | brąz | Razem |
| ------- | ------- | ----- | ------ | ---- | ----- |
| 1.      | Włochy  | 4     | 1      | 1    | 6     |
| 2.      | Austria | -     | 2      | 2    | 4     |
| 3.      | Rosja   | -     | 1      | 1    | 2     |